# Thành phố Port Adelaide Enfield
Thành phố Port Adelaide Enfield (Tiếng Anh:City of Port Adelaide Enfield) là một khu vực chính quyền địa phương (local government area) ở miền tây bắc thành phố Adelaide, thủ đô tiểu bang Nam Úc. Port Adelaide Enfield được thành lập năm 1996 trên cơ sở hợp nhất Thành phố Port Adelaide và Thành phố Enfield.  Dân số của Port Adelaide Enfield khoảng 100.000 người.

## Suburbs
| - Alberton - 5014 - Angle Park - 5010 - Birkenhead - 5015 - Blair Athol - 5084 - Blair Athol West - 5084 - Broadview - 5083 - Clearview - 5085 - Croydon Park - 5008 - Croydon Park South - 5008 - Devon Park - 5008 - Dernancourt - 5075 - Dry Creek - 5094 - Dudley Park - 5008 - Enfield - 5085 - Enfield North - 5085 - Enfield Park - 5085 - Ethelton - 5015 - Exeter - 5019 - Ferryden Park - 5010 - Findon - 5023 - Gepps Cross - 5094 | - Gilles Plains - 5086 - Gillman - 5013 - Glanville - 5015 - Greenacres - 5086 - Hampstead Gardens - 5086 - Hillcrest - 5086 - Holden Hill - 5088 - Kilburn - 5084 - Kilburn North - 5084 - Klemzig - 5087 - Largs Bay - 5016 - Largs North - 5016 - Manningham - 5086 - Mansfield Park - 5012 - North Haven - 5018 - Northfield - 5085 - Northfield Hospital - 5085 - Northgate - 5085 - Oakden - 5086 - Osborne - 5017 | - Ottoway - 5013 - Outer Harbor - 5018 - Peterhead - 5016 - Port Adelaide - 5015 - Queenstown - 5014 - Regency Park - 5010 - Rosewater - 5013 - Rosewater East - 5013 - Sefton Park - 5083 - Semaphore - 5019 - Semaphore South - 5019 - Strathmont - 5086 - Taperoo - 5017 - The Parks - 5010 - Valley View - 5093 - Walkley Heights - 5098 - Windsor Gardens - 5087 - Wingfield - 5013 - Woodville Gardens - 5012 - Yatala Labour Prison - 5085 |